# Ву, Констанс
Ко́нстанс Ву (англ. Constance Wu; род. 22 марта 1982, Ричмонд) — американская актриса тайванского происхождения. Она сыграла роли второго плана в нескольких кинофильмах, а на телевидении появилась в сериалах «Закон и порядок: Специальный корпус», «Торчвуд» и «Тайные операции». В 2014 году, Ву получила главную роль в ситкоме ABC «Трудности ассимиляции». Роль принесла ей похвалу от критиков и номинации на премии Ассоциации телевизионных критиков за личные достижения в комедии и «Выбор телевизионных критиков» за лучшую женскую роль в комедийном сериале. Также Ву сыграла главную роль в фильме Стриптизёрши.
Летом 2020 года у Ву и её партнёра Райана Кэттнера родилась дочь.

## Фильмография
| Год       | Название на русском                 | Название на английском            | Роль              | Примечания |
| --------- | ----------------------------------- | --------------------------------- | ----------------- | --- |
| 2006      | Стефани Дейли                       | Stephanie Daley                   | Дженн             | |
| 2006      | Архитектор                          | The Architect                     | Мишель            | |
| 2006      | Закон и порядок: Специальный корпус | Law & Order: Special Victims Unit | Кэнди             | Эпизод: «Underbelly» |
| 2007      | Одна жизнь, чтобы жить              | One Life to Live                  | Лайдин            | Второстепенная роль |
| 2007      | Год рыбы                            | Year of the Fish                  | Люси              | |
| 2011      | Звук моего голоса                   | Sound of My Voice                 | Кристин           | |
| 2011      | Торчвуд                             | Torchwood                         | Шоуни Ямагучи     | Эпизод: «Miracle Day: End of the Road» |
| 2012      |                                     | Watching TV with the Red Chinese  | Кимми Ху          | |
| 2013      | Лучшие друзья навсегда              | Best Friends Forever              | Мелани            | |
| 2013      |                                     | Browsers                          | Прюденс           | Пилот |
| 2013      | Тайные операции                     | Covert Affairs                    | Венди Чен         | Эпизод: «Rock a My Soul» |
| 2013      | Смертельная месть                   | Deadly Revenge                    | Ким               | Телефильм канала Lifetime |
| 2014      | Джентльмен грабитель                | Electric Slide                    | Мика О            | |
| 2014      |                                     | High Moon                         | Микко Кобаяси     | Телефильм канала Syfy |
| 2015—2020 | Трудности ассимиляции               | Fresh Off the Boat                | Джессика Хуан     | Регулярная роль Номинация — Премия Ассоциации телевизионных критиков за личные достижения в комедии Номинация — Премия «Выбор телевизионных критиков» за лучшую женскую роль в комедийном сериале |
| 2017      | Измерение 404                       | Dimension 404                     | Джейн             | Эпизод: «Bob» |
| 2017      | Лего Фильм: Ниндзяго                | The Lego Ninjago Movie            | Мэр Ниндзяго-сити | Мультфильм, озвучивание |
| 2018      | Безумно богатые азиаты              | Crazy Rich Asians                 | Рейчел Чу         | |
| 2019      | Стриптизёрши                        | Hustlers                          | Дестени           | |
| 2021      | Волшебный дракон                    | Wish Dragon                       | Мать Диня         | Мультфильм, озвучивание |
| 2022      | Список смертников                   | The Terminal List                 | Кейти Буранек     | |
| 2023—2024 | Велма                               | Velma                             | Дафни Блейк       | |
| 2024      | Верный друг                         | The Friend                        | Тьюзди            | |